# 吉里信武

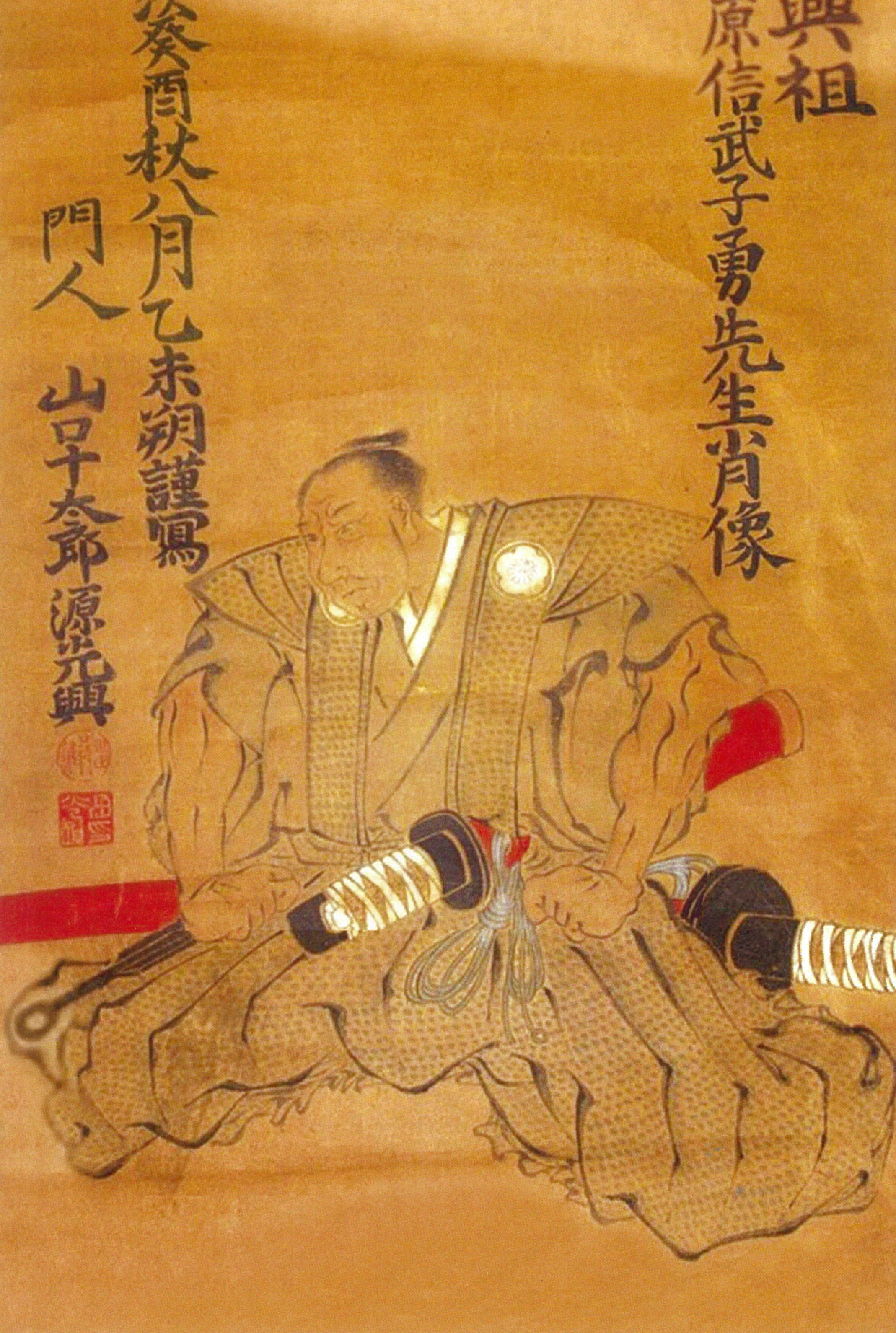
吉里呑敵斎菅原信武の肖像
（呑敵流開祖・竹内流捕手 中興祖）

吉里 信武（よしさと のぶたけ、生没年不明）は、江戸時代の剣客。幕臣。呑敵流の祖。「吉里呑敵斎信武」と称した。

## 来歴
本姓は菅原氏で、通称は「藤右衛門」。号は「子勇」。幕臣で、小十人組に属す。江戸四谷の大番町に住し、武芸十八般に通じた。身の丈、六尺近い大男で、髪型は四方髪（総髪）にし、長剣、短衣を纏い、大酒呑みで、豪邁の士であったという。
「常在戦場」の心掛けから江戸幕府御家人（伊賀組同心）で兵聖閣（へいせいかく）道場を開いた剣豪の平山行蔵（平子龍）に槍術、剣術、柔術を習い、妻木弁之進、小田武右衛門、松村伊三郎らと共に「平山四天王」と称せられたが、その四強の中でも吉里が随一の腕で「大変な豪力者だ」と平山は褒めている。
竹内藤八郎久直より、竹内流小具足・組討術を習い、また山口十太郎源光興より関口流居合と柔術を学んだ。他にも石川文右衛門孟魚より、守慎流鎖術、太子流剣術、無極流鎖鎌の伝を受け奥儀に達し、子弟に竹内流の捕手を教えたが、これを「呑敵流」と称した。門人には柳川藩士が多かったと言われる。

## 影響
板垣退助が、岐阜県（岐阜事件）で暴漢に襲われた時、この竹内流小具足・組討術（呑敵流）の秘術「臂割」で攻撃をかわし事無きを得た。これにより師範の本山団蔵より板垣は免許皆伝を授与された。

## 補註
1. ↑  “『板垣精神 -明治維新百五十年・板垣退助先生薨去百回忌記念-』”.  一般社団法人 板垣退助先生顕彰会 (2019年2月11日). 2020年9月1日閲覧。
2. 1 2 3 4  『増補 武藝小傳』綿谷雪著、歴史図書社、昭和46年（1971年）2月20日
3. 1 2 3  『ありやなしや』清水礫州
4. ↑  『自由党史』板垣退助監修